# Хом (Шентруперт)
Хом (словен. Hom) — поселення в общині Шентруперт, регіон Південно-Східна Словенія, Словенія.